# Diabrotica virgifera
Diabrotica virgifera är en skalbaggsart som beskrevs av J. L. Leconte 1868. Diabrotica virgifera ingår i släktet Diabrotica och familjen bladbaggar.

## Underarter
Arten delas in i följande underarter:
- D. v. virgifera
- D. v. zeae

## Bildgalleri

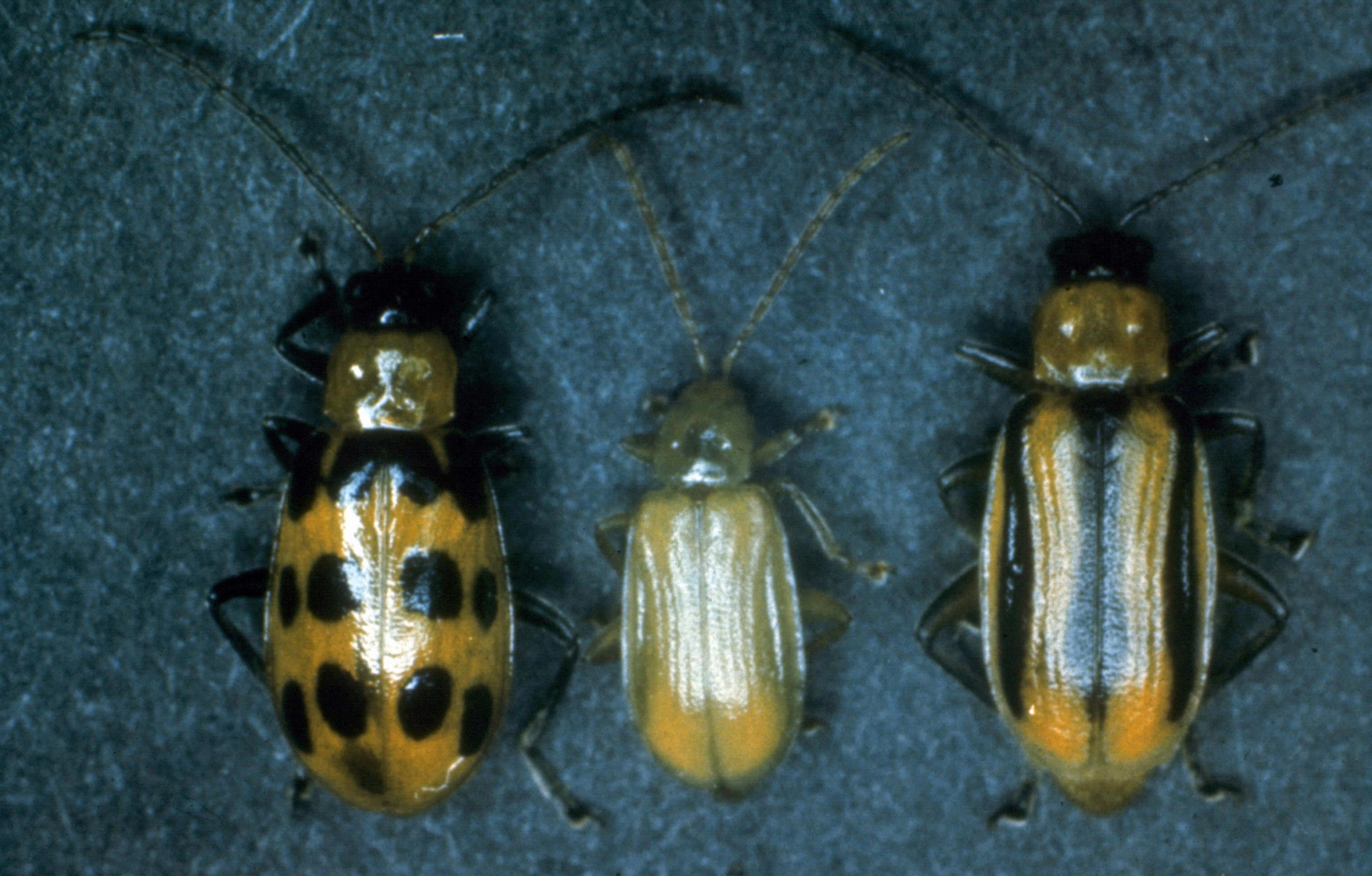
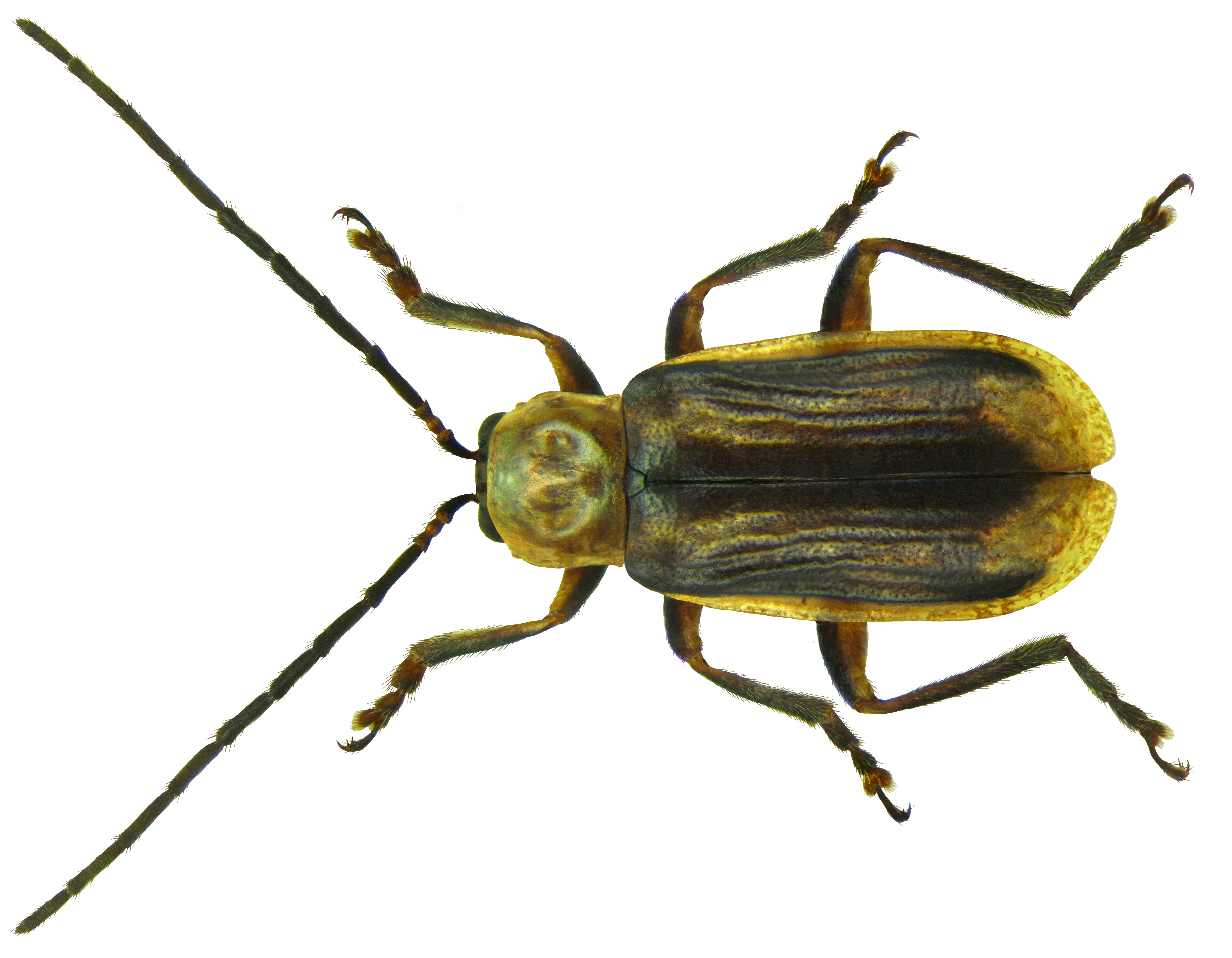
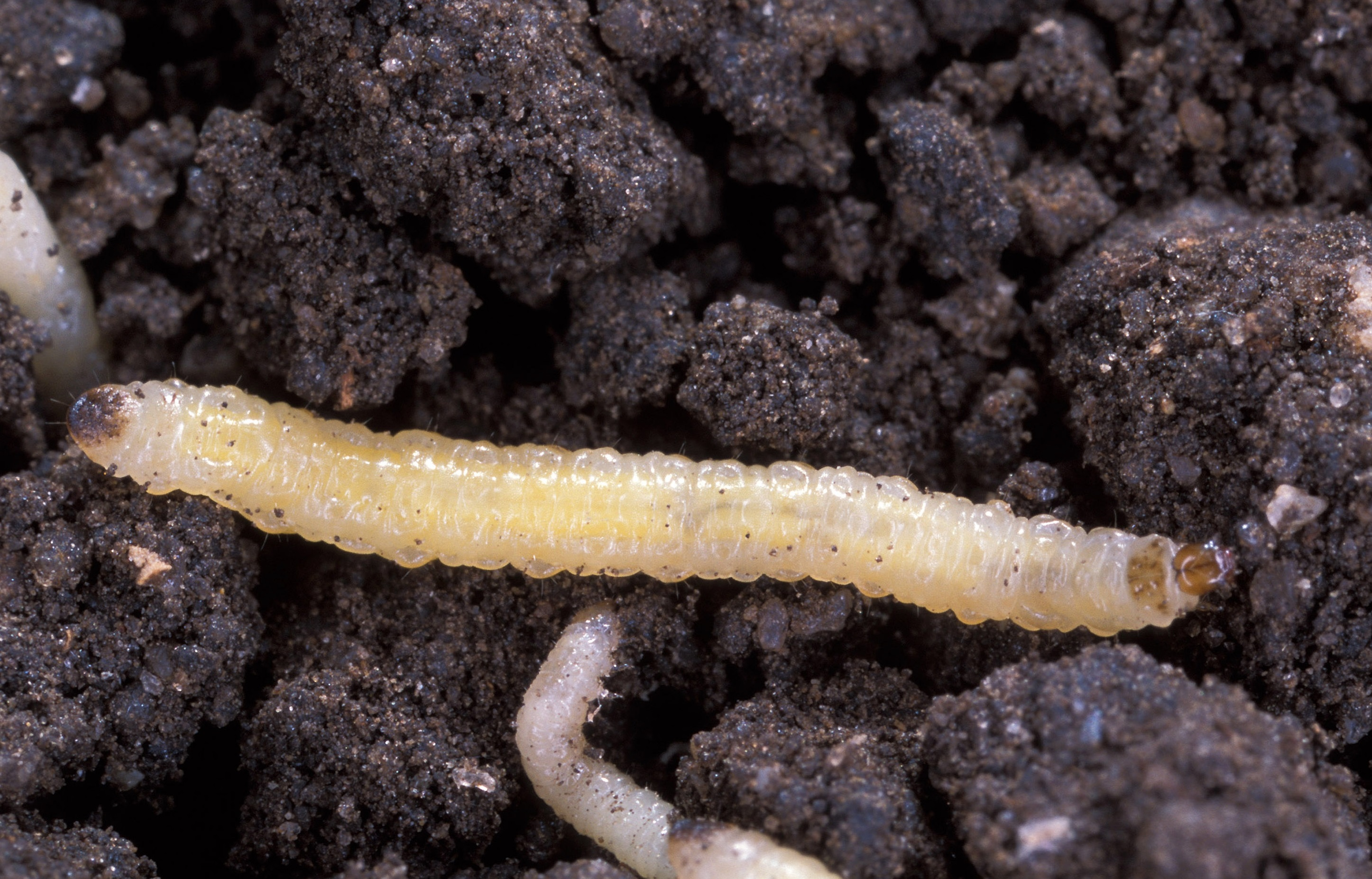
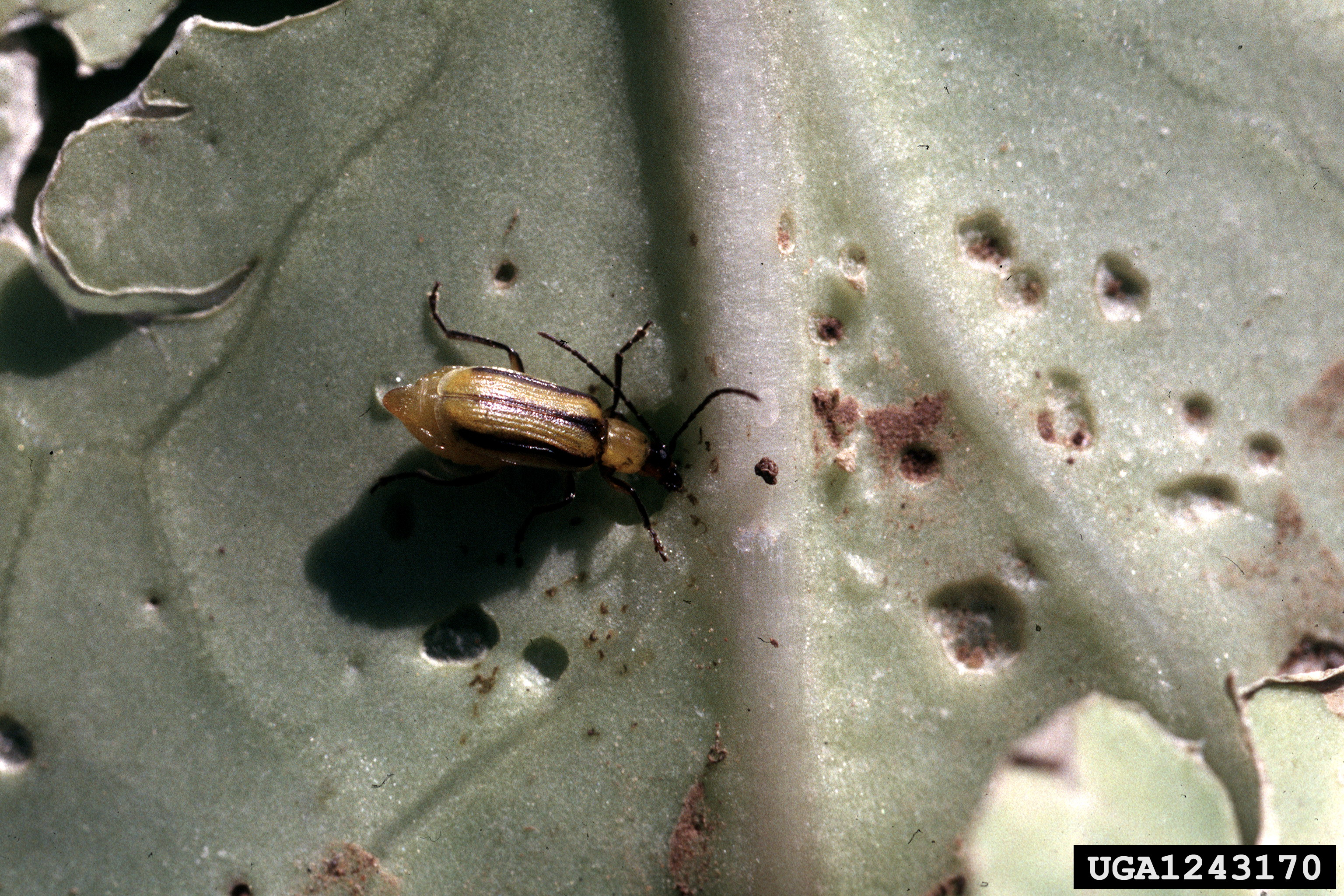
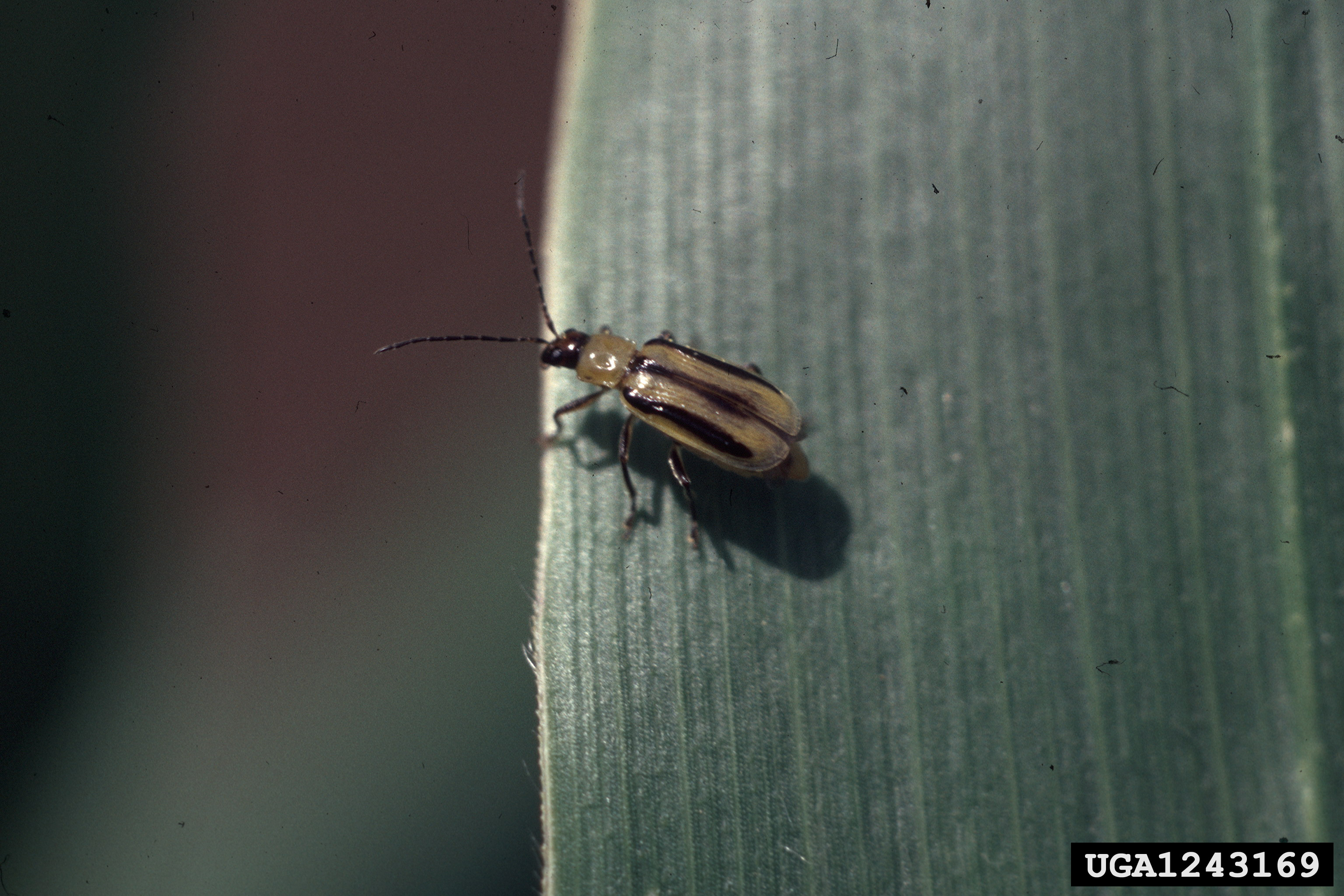